# Gillian Benoy
Gillian Benoy is een Belgische rugbyspeler die op de tweede rij speelt.

## Biografie
Gillian Benoy begon op zeventienjarige leeftijd met rugby bij Antwerp RC. Vervolgens werd hij met het Belgische rugby sevens team geselecteerd voor de Seven's Grand Prix Series in 2014 en 2015. Voor het seizoen 2015-2016 trad hij toe tot de club Dendermonde RC, waarmee hij Belgisch kampioen werd en de Beker van België won. Het was tijdens hetzelfde seizoen dat hij zijn debuut maakte voor het Belgische rugbyteam en werd opgeroepen om tegen Nederland. Met Dendermonde verlengt hij zijn titel van Belgisch kampioen in 2017 en 2018.
Na zijn derde titel vertrok hij voor zijn eerste professionele ervaring in het buitenland. Zo trad hij toe tot Cambridge RUFC , gecoacht door Richie Williams, die hem nog kende van bij Antwerpen. Hij verliet Engeland en de National League 1 om zich in Frankrijk te vestigen, en meer bepaald bij RC Suresnes in Fédérale 1 en vervolgens Nationale.
Na twee seizoenen bij Suresnes vervoegde hij AS Béziers in Pro D2. Gillian wordt beschreven door Pierre Caillet, manager van Béziers, als "een moderne tweede lijn: beschikbaar in het spel, effectief in de gevechtszones en beschikkend over een zeer goede capaciteit in de luchtsector".
Hij is de zoon van Viviane Verbeeck en Marc Benoy, die beiden actief waren in het korfbal.

## Erelijst
- Belgisch kampioen rugby-union 2015-2016

| Competitie                                  |                |                           |                |                |
| Competitie                                  | Aantal         | Jaren                     |                |                |
| Dendermonde RC                              | Dendermonde RC | Dendermonde RC            | Dendermonde RC | Dendermonde RC |
| ------------------------------------------- | -------------- | ------------------------- | -------------- | -------------- |
| Belgisch kampioen Rugby-union               | 3×             | 2015/16, 2016/17, 2017/18 |                |                |
| Beker van België                            | 1×             | 2016                      |                |                |
| België                                      |                |                           |                |                |
| Rugby Europe International Championships 1B | 1×             | 2014-2016                 |                |                |

## Trivia
In 2022 nam Benoy deel aan het derde seizoen van het Play4-programma De Container Cup.